# 瘦體豹蟾魚
瘦體豹蟾魚（学名：Opsanus phobetron），為輻鰭魚綱蟾魚目蟾魚科的其中一種，分布於中西大西洋區的巴哈馬及古巴海域，體長可達21.5公分，為底棲性魚類。

## 外部連結
瘦體豹蟾魚的圖片 （页面存档备份，存于）